# Будинок страхового товариства «Дністер»
Будинок страхового товариства «Дністер» — чотириповерхова громадська будівля у центрі Львова, одна з найзначніших пам'яток архітектури модерну на Україні. Розташований за адресою вул. Руська, будинок 20.
Будівлю було збудовано 1905 року на місці трьох будинків XVII століття архітекторами Іваном Левинським та Тадеєм Обмінським — спеціально для страхового товариства «Дністер», що переїхав сюди з площі Ринок.
Прямокутна у плані будівля з двома світловими колодязями виходить фасадами на три сторони — Підвальну, Руську та Арсенальну вулиці. Всі вони прикрашені керамічною плиткою з орнаментом за мотивами гуцульського народного мистецтва, що надає дому ошатного та святкового вигляду. Квадратна вежа з гострим дахом відсилає до фортечних оборонних споруд західної України.